# Sakoku

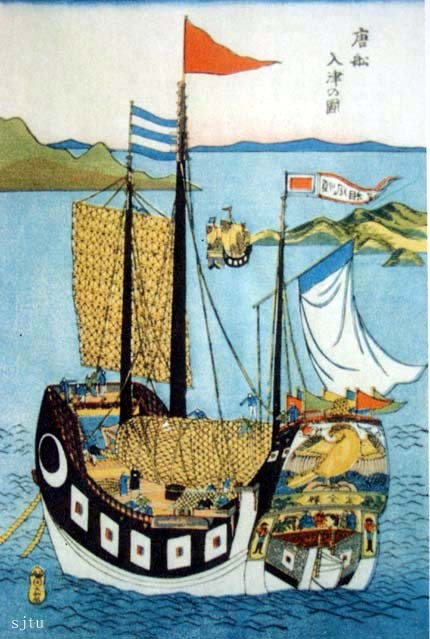
Junco chino en Japón, al comienzo del período Sakoku (grabado japonés de 1644-1648).

El sakoku (鎖国?  literalmente, «país en cadenas» o «cierre del país») fue una política de relaciones exteriores del shogunato Tokugawa de Japón, establecida en 1639 y con propósito aislacionista, por la cual se determinaba que ningún individuo, fuera extranjero o japonés, podía entrar al país ni salir de él, bajo pena de muerte. 
Estuvo en vigencia formal desde 1639, cuando se expulsó oficialmente de Japón a todos los extranjeros europeos, particularmente los comerciantes y misioneros católicos provenientes de España y de Portugal que habían llegado a las islas japonesas en gran número durante la segunda mitad del siglo XVI. Los contactos de Japón con el resto del mundo quedaron drásticamente restringidos y bajo supervisión directa del bakufu del régimen Tokugawa, quedando prohibido toda otra relación.

## Aplicación
La instauración del sakoku no implicaba el aislamiento completo de Japón, sino que todas las relaciones comerciales o culturales de Japón con el resto del mundo se mantendrían en un nivel muy reducido, y siempre bajo el control directo del bakufu, prohibiendo que cualquier súbdito japonés intentase mantener contacto con extranjeros de modo particular. De hecho, este último supuesto estaba severamente vedado y podía ser castigado con la muerte. Del mismo modo, solamente se admitía a los extranjeros con propósitos de comercio y previamente autorizados por el bakufu, y se rechazaba drásticamente cualquier otro intento foráneo de contactar con Japón.
El bakufu pretendía con ello eliminar la posible amenaza de ataques extranjeros que implicaba la presencia de misioneros católicos españoles o portugueses, considerando que ambas potencias mantenían importantes colonias en Asia Oriental (como Filipinas o Macao); en esos años aún persistía la unión política de España y Portugal, y el shogunato Tokugawa temía un ataque militar español o portugués y consideró que prohibir el libre contacto con los extranjeros era una manera de impedirlo.
Asimismo, el bakufu veía con gran desconfianza al catolicismo al cual se habían adherido los daimyo locales de Kyūshū, y que introducía una ideología extranjera potencialmente peligrosa para el centralismo de los Tokugawa. Tras las guerras de Toyotomi Hideyoshi, su sucesor Tokugawa Ieyasu ansiaba establecer un gobierno absoluto y unificado en Japón, luchando así por suprimir, por la persuasión o la violencia, todo desafío a sus planes. Precisamente el sakoku era una herramienta útil para este fin al prohibir por completo a los católicos nipones el contacto con el resto de creyentes.[cita requerida]
Los únicos contactos de Japón con los extranjeros durante la vigencia del sakoku se mantuvieron en tres supuestos: primero con el reino de Chosen (en la actual Corea) con quienes se contactaba en la isla de Tsushima; el segundo caso fue con la dinastía Ming de China a quienes se permitía entrar en las islas Ryukyu dependientes del clan Shimazu, y el tercer supuesto era con las Provincias Unidas de los Países Bajos que podían comerciar en el islote artificial de Dejima (situado en la bahía de Nagasaki), siendo que ya en 1613 los comerciantes de Inglaterra habían abandonado voluntariamente Japón sin esperar que entre en vigor el sakoku ante la silenciosa hostilidad de los Tokugawa. 
Cabe destacar que en estos tres casos las operaciones de intercambio comercial se realizaban en pequeñas islas, zonas específicamente alejadas del territorio japonés propiamente dicho, siendo que el bakufu en realidad apreciaba mantener un contacto reducido con el mundo exterior, lo suficiente para conocer avances tecnológicos y la situación político-económica externa (especialmente apreciada al contactar con la dinastía Ming de China y con los neerlandeses), pero lo bastante restringido para evitar influencias foráneas sobre el pueblo nipón. 
Asimismo debe tenerse en cuenta que a los extranjeros participantes en el intercambio del sakoku se les prohibía estrictamente salir de dichas zonas para entrar en territorio japonés, salvo para visitas de homenaje ya programadas hacia la corte del shōgun donde sus movimientos eran muy limitados y vigilados. Tampoco se permitía a los japoneses la libre entrada a zonas donde arribaran extranjeros y menos aún el contacto con individuos o artículos foráneos; tal contacto era permitido solamente a agentes comerciales japoneses que poseían un previo permiso especial del bakufu para estas operaciones, e inclusive los artículos foráneos a los que podían acceder los japoneses así autorizados eran apenas los permitidos por el bakufu (libros científicos, armas, herramientas, utensilios, o similares), prohibiendo cualquier objeto de tipo religioso o sospechoso para el bakufu. De hecho, el contacto con los Países Bajos se realizaba solamente por intermedio de los barcos de la VOC, sin que otros neerlandeses estuvieran autorizados al comercio en Japón.
Por otro lado, las élites intelectuales niponas valoraron prontamente los libros científicos importados de Países Bajos, surgiendo así el Rangaku, el estudio sistemático de las ciencias europeas (medicina, ingeniería, química) difundidas por los comerciantes neerlandeses; esto motivó también que estudiosos en Japón tradujeran textos del neerlandés al japonés, advirtiendo pronto los intelectuales japoneses la gran importancia de los avances científicos del extranjero. 
A lo largo de los años existieron tentativas de diversas potencias extranjeras para forzar el fin del "sakoku" y exigir una apertura del Japón al mundo exterior de modo irrestricto, siendo que ya en 1647 hubo un fallido intento de galeones hispano-portugueses de penetrar en Nagasaki por la fuerza. Desde fines del siglo XVIII hubo intentos desde el Imperio Ruso, Francia, Estados Unidos y Gran Bretaña por contactar con Japón, ya fuera enviando embajadas o desembarcando comerciantes, pero tales intentos siempre fracasaron pues las autoridades japonesas ordenaban el inmediato reembarque de los extranjeros, impidiendo todo contacto entre extranjeros y japoneses, además de negarse firmemente a recibir embajadas de cualquier tipo. 
No obstante, tras el aplastante triunfo británico sobre China en la primera guerra del Opio (1839-1842), el gobierno del Reino de los Países Bajos consideró prudente enviar una carta oficial al propio bakufu alertando sobre los avances imperialistas de Gran Bretaña en Asia Oriental, pero el gobierno shogunal en Japón no hizo caso a tales advertencias, pese a que mediante el Rangaku la élite intelectual estaba bien informada sobre el creciente poderío técnico y la agresividad militar de las grandes potencias de Europa, temiendo dichos intelectuales que Japón quedase rezagado sin remedio si los europeos exigían la ruptura del "sakoku" utilizando la fuerza, y sin que Japón se halle preparado militarmente para rechazar tal intromisión.

## Fin del aislamiento
El sistema de "sakoku" duró en la práctica hasta 1853, año en que el Comodoro estadounidense Matthew Perry se presentó en la misma bahía de Tokio (y no en Nagasaki, único permitido a los extranjeros) con una flota de buques de guerra a vapor de Estados Unidos para exigir la apertura comercial y forzó posteriormente la firma por parte de Japón del Tratado de Kanagawa. 
La flota de Perry causó gran impresión entre los japoneses de Tokio, al aparecer sin aviso previo, en un puerto vedado para extranjeros, y con el intimidante aspecto de buques movidos por máquinas de vapor en una época cuando Japón carecía de naves similares. Perry portaba una carta del presidente estadounidense Millard Fillmore dirigida al rey de Japón y exigió que sea entregada al emperador o al shogun, requiriendo el libre comercio internacional entre ambos países. Entregada la misiva, Perry se marchó con sus naves, advirtiendo que volvería al año siguiente para recibir la respuesta japonesa (lo cual cumplió). Este incidente causó gran impacto en las élites gubernamentales e intelectuales de Japón, que consideraron inviable mantener el sakoku como medida oficial, advirtiendo que el crecido poderío técnico y bélico de los foráneos -imposible de negar gracias a los "barcos negros"- impediría rechazar en el futuro contactos similares.
El término "sakoku", sin embargo, no se utilizó sino hasta el siglo XIX. A pesar de la apertura iniciada en 1853, aún era ilegal para los japoneses abandonar el territorio de su país hasta que lo permitió la Restauración Meiji de 1868.